# Szent István Könyvek

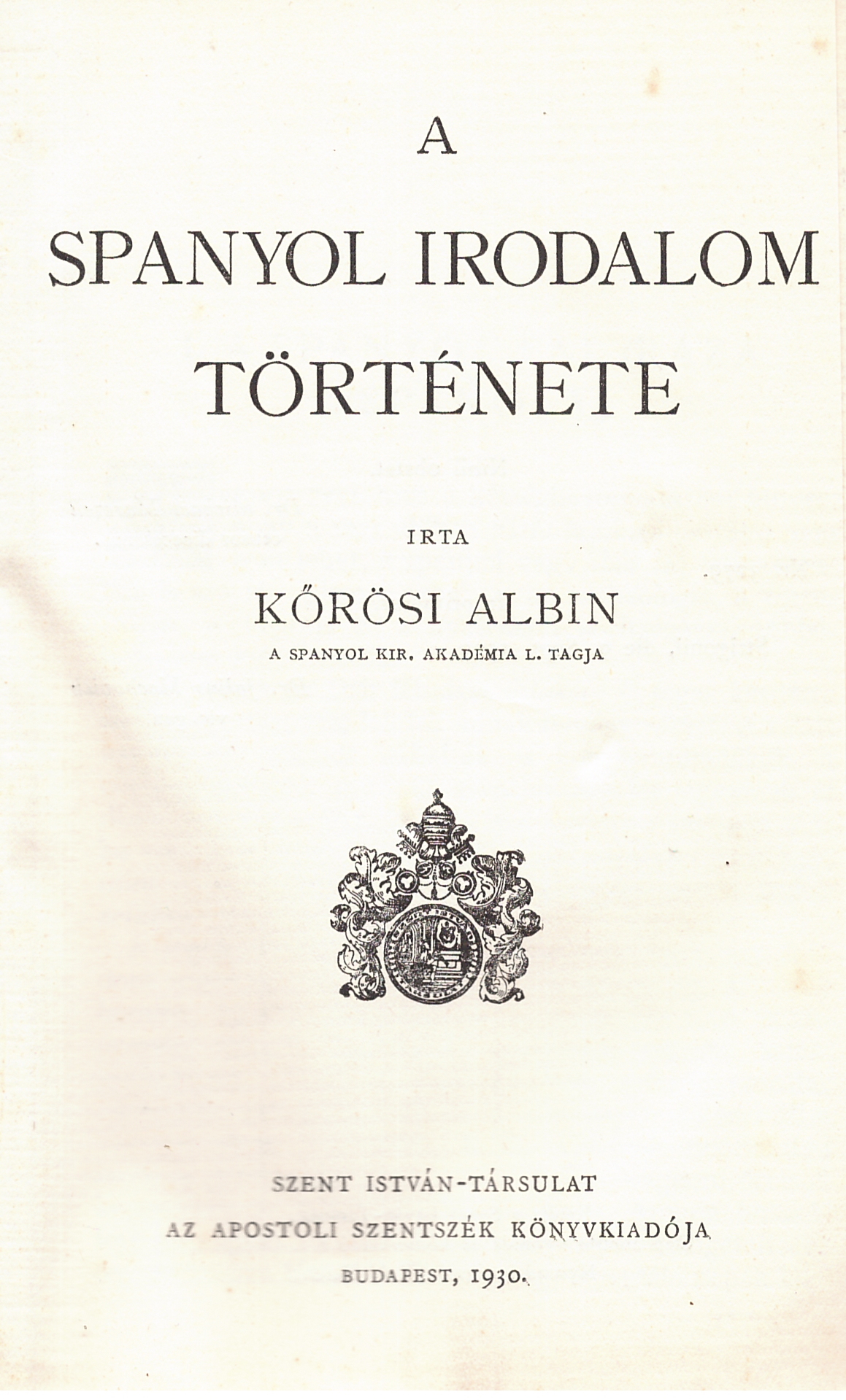
Kőrösi Albin: A spanyol irodalom története (1930), címlap

A Szent István Könyvek egy nagy terjedelmű magyar ismeretterjesztő könyvsorozat volt, amelynek kötetei a két világháború közötti időben jelentek meg.

## Története
A sorozat 1923 és 1937 között jelent meg, kiadója a Szent István Társulat volt. Célja az egyik ismertetés szerint 
„katholikus kultúrát fejleszteni, katholikus tudományt terjeszteni és népszerűsíteni, ez a hivatása a Szent István Társulatnak, ez a hivatása a kiadásában megjelenő Szent István Könyveknek. A Szent István Könyvek sorozata az emberi tudás minden ágát fel akarja karolni. A Szent István Könyvek a tudomány mai színvonalán mozognak. Oly stílusban jelentetjük meg, amely alkalmassá teszi őket arra, hogy minden művelt egyén érdeklődéssel olvashassa. Viszont súlyt helyezünk arra, hogy a Szent István Könyvek mindegyike a katholikus világnézetnek legyen beszédes hirdetője. Ilymódon, reméljük, elérjük azt a célt is, mely e könyvek kiadásánál szemünk előtt lebegett: az olvasni vágyó katholikus közönségnek oly műveket nyújtani, amelyek kielégítik igényeiket anélkül, hogy veszélyeztetnék hitüket, sőt amelyek alkalmasak arra, hogy a tudás és műveltség eszközeivel is megerősítsék őket vallásos meggyőződésükben és világnézetükben.”
Az egyes kötetek terjedelme jelentős eltéréseket mutatott, volt 120 oldalas (Horváth Jenő: A modern Amerika története 1492-1920), de volt 450 oldalas is (általában a nagyobb könyveknek több sorozatszámot osztottak ki, pl. a 452 oldalas Kőrösi Albin-féle A spanyol irodalom története 82–84.). Előfordult az is, hogy 2 kötetbe osztották a kiadni kívánt alkotást (pl. Kühár Flóris: Egyetemes vallástörténet). A egyes kötetek ára az ismertetés szerint 2.80 és 11 korona között mozgott.
A kötetek római katolikus szempontból, de sokszor tudományos alapossággal tárgyalták koruk társadalom- és természettudományi, szépirodalmi, filozófiai, vallási és művészeti kérdéseit. Ennek megfelelően az egyes kötetek szerzői is a kor jelentős, bár gyakran egyházi külföldi és magyar tudósai voltak. Ez alól kivétel volt Carlo Giuseppe Quadrupani (1740–1807) olasz pap, klasszikus lelkiségi író Útmutatás jámbor lelkek számára című műve. 
A teljes sorozat elektronikusan is elérhető a Pázmány Péter Elektronikus Könyvtárban. Az elektronikus könyvek készítésében Baranya Péter, Felsővályi Ákos és Kreschka Károly vett részt. Az eredeti könyveket a Kalocsai Érseki Könyvtár, a Veszprémi Érseki Hittudományi Főiskola, a Szent István Társulat és magánszemélyek bocsátották az elektronikus kiadást készítők rendelkezésére. 
Elérhetők a kötetek az MTDA honlapján és az UNITAS honlapján is.

## Borító
A sorozat könnyű, halvány-világosbarna papírborítóban jelent meg, amelyen a következő szerepelt:
- középen felül keretben a sorozatnév kapitális betűvel;
- középen keretben a szerző és a műcím kapitális betűvel, a kiadó emblémája; a keret négy belső sarkán stilizált növénymotívumok helyezkednek el;
- alul keretben a kiadó neve kapitális betűvel;
- a két felső sarokban a mű sorozatszáma (pl. 82–84.);
- alul két oldalt egy-egy címerábrázolás;
- két oldalt, a kereten kívül a sorozat témaköreinek jelezése kis keretekben (bal oldalt: hittudomány–lelkiélet, bölcselet–jog, történelem–sociológia; jobb oldalt: nevelés–irodalom, földrajz–természettudomány, életrajz–útirajz)
- valamennyi felirat sötétbarna színű festékkel van nyomtatva.

A köteteket jó minőségű papíron, igényes tipográfiával szedték, így többségük a 21. század elején is használható. Reprint kiadásuk nincs.

## Hasonló sorozat
A Szent István Társulat a 2000-es évek elején Szent István Könyvek címen ismét kiadott egy sorozatot, amelynek kötetei azonban kemény borítós kötésben jelentek meg.

## Részei
Az egyes kötetek a következők voltak:
- 1. Zubriczky Aladár: Jézus élete és a vallástörténet. 1923.
- 2. Wolkenberg Alajos: A teozófia és antropozófia ismertetése és bírálata Archiválva 2018. október 28-i dátummal a Wayback Machine-ben. 1923.
- 3-4. Wolkenberg Alajos: Az okkultizmus és spiritizmus múltja és jelene Archiválva 2018. október 28-i dátummal a Wayback Machine-ben. 1923.
- 5-6. Balanyi György: A szerzetesség története. 1923.
- 7-8. Alszeghy Zsolt: A 19. század magyar irodalma. 1923.
- 9. Miskolczy István: Magyarország az Anjouk korában. 1923.
- 10. Palau, Gabriel: Krisztus útján. A katholikus tevékenység főelvei. Ford. Timkó Jordán. 1923.
- 11. Quadrupani, C. G.: Útmutatás jámbor lelkek számára... Ford. Babura László. 1923.
- 12. Prohászka Ottokár: Elbeszélések és útirajzok. 1923.
- 13. Trikál József: Természetbölcselet. 1924.
- 14. Bognár Cecil: Értékelmélet. 1924.
- 15. Prohászka Ottokár: A bűnbocsánat szentsége. 1924.
- 16. Babura László: Szent Ágoston élete. 1924.
- 17. Szalézi Szent Ferenc válogatott levelei. Összeáll. (és ford.) Lepold Antal. 1924.
- 18. Áldásy Antal: A keresztes hadjáratok története. 1924.
- 19. Marosi Arnold: Átöröklés és nemzetvédelem. 1924.
- 20. Zoltvány Irén: Erotika és irodalom. 1924.
- 21. Horváth Sándor: Aquinói Szent Tamás világnézete. 1924.
- 22. Balogh Albin: Művelődés Magyarország földjén a magyar honfoglalás előtt. 1925.
- 23. Marczell Mihály: A katolikus nevelés szelleme. 1925.
- 24-25. Motz Atanáz: A német irodalom története. 1925.
- 26. Babura László: Szent Ambrus élete. 1925.
- 27. Márki Sándor: II. Rákóczi Ferenc élete. 1925.
- 28. Kiss Albin: A magyar társadalom története. 1925.
- 29. Szabó Zoltán: A növények életmódja. 1925.
- 30. Weszelszky Gyula: A rádium és az atomelmélet. 1925.
- 31. Balanyi György: Assisi Szent Ferenc élete. 1925.
- 32. Dávid Antal: Babel és Assur. 1. Történet. 1926.
- 33. Fejér Adorján: Római régiségek. 1926.
- 34. Balogh József: Szent Ágoston, a levélíró. Szemelvényekkel leveleskönyvéből. 1926.
- 35. Babura László: Szent Jeromos élete. 1926.
- 36. Karácsonyi János: Szent László király élete. 1926.
- 37. Miskolczy István: A középkori kereskedelem története. 1926.
- 38. Szémán István: Az újabb orosz irodalom a régibb irodalom történetének vázlatával. 1926.
- 39. Bán Aladár: A finn nemzeti irodalom története. 1926.
- 40. Trikál József: A gondolkodás művészete. 1926.
- 41. Kühár Flóris: Bevezetés a vallás lélektanába Archiválva 2018. december 3-i dátummal a Wayback Machine-ben. 1926.
- 42. Babura László: Nagy Szent Gergely élete. 1927.
- 43-44. Kühár Flóris: A keresztény bölcselet története. 1927.
- 45. Weszely Ödön: Korszerű nevelési problémák. 1927.
- 46. Somogyi Antal: Vallás és modern művészet. 1927.
- 47. Divald Kornél: Magyar művészettörténet. 1927.
- 48-49. Birkás Géza: A francia irodalom története a legrégibb időktől napjainkig. 1927.
- 50. Wodetzky József: A világegyetem szerkezete. 1927.
- 51. Záborszky István: Rabindranath Tagore világnézete. 1927.
- 52-53. Kurth, Godefroid: A modern civilizáció kezdetei. 1928.
- 54-55. Dávid Antal: Bábel és Assur. 2. Művelődés. 1928.
- 56. Horváth Jenő: A modern Amerika története 1492–1920. 1928.
- 57. Balogh Albin: Ország és nyelv (határok és nemzetiségek) a magyar történelemben. 1928.
- 58. Meszlényi Antal: A magyar katolikus egyház és az állam, 1848/49-ben. 1928.
- 59-60. Radó Polykárp: A kereszténység szent könyvei. 1. Ószövetség. 1928.
- 61. Kecskés Pál: A házasság etikája. 1928.
- 62. Huszár Elemér: A katolikus házasságjog rendszere az új egyház törvénykönyv szerint. 1928.
- 63. Petró József: Az ősegyház élete. 1929.
- 64-65. Radó Polykárp: A kereszténység szent könyvei. 2. Újszövetség. 1929.
- 66-67. Trikál József: A jelenségekből a valóságba. 1929.
- 68. Erdey Ferenc: Kant valláserkölcsi világnézete. 1929.
- 69-71. Grisar, Hatmann: Luther Márton élete. 1929.
- 72. Tóth Ágoston: Bevezetés a meteorológiába. 1929.
- 73-74. Bánhegyi Jób: A magyar irodalom története. 1. A legrégibb időktől Kisfaludy Károlyig. 1929.
- 75-76. Divald Kornél: A magyar iparművészet története. 1929.
- 77. Balanyi György: A római kérdés. 1929.
- 78-79. Bánhegyi Jób: A magyar irodalom története. 2. Kisfaludy Károlytól napjainkig. 1930.
- 80. Pitroff Pál: Bevezetés az esztétikába. 1930.
- 81. Kühár Flóris: A vallásbölcselet fő kérdései. 1930.
- 82-84. Kőrösi Albin: A spanyol irodalom története. 1930.
- 85. Sigmond Elek: Mezőgazdasági növények termelési tényezői. 1930.
- 86-87. Kalmár Gusztáv: Európa földje és népei. 1930.
- 88. Kiss Albin: Szent Ágoston: De civitate Dei művének méltatása. 1930.
- 89. Trikál József: A lélek rejtett élete. 1931.
- 90-91. Petró József: A szentmise története. 1931.
- 92. Meszlényi Antal: A magyar jezsuiták a 16. században. 1931.
- 93. Mihelics Vid: Az új szociális állam. Társadalompolitikai és gazdasági rendezések Európa legújabb alkotmányaiban. 1931.
- 94. Éhik Gyula: Prémek és prémes állatok. 1931.
- 95-97. Magdics Gáspár: A természettudomány útjai Istenhez. 1932.
- 98. Melichár Kálmán: A zsinatok. 1932.
- 99. Szalay Jeromos: Szent Benedek élete és művei. 1932.
- 100-101. Schütz Antal: Krisztus. 1932.
- 102. Balogh Albin: Pannonia őskereszténysége. 1. Történeti rész. 1932.
- 103. Kalmár Gusztáv: Magyar hazánk és népei. Magyarország leírása. 1932.
- 104. Diés, Auguste: Plató. 1933.
- 105. Takács Ince: Nérótól Diokleciánig. A keresztény üldözések története. 1933.
- 106. Stuhlmann Patrik: Az ifjúkor lélektana. (Scientia amabilis) 1933.
- 107. Pitroff Pál: A szépirodalom esztétikája. 1933.
- 108. K. Török Mihály Miklós: A magyar egyházpolitikai harc története az 1847/48. pozsonyi országgyűléstől 1895-ig. 1933.
- 109. Schütz Antal: A házasság. 1933.
- 110. Gálos László: A Szentlélekisten. 1934.
- 111. Lippay Lajos: A Keleti egyházak. 1934.
- 112. Zoltán Veremund: Szent Anzelm. 1934.
- 113. Lendvay István: Róma tornyai alatt. Mozaikok az Örökvárosból. 1934.
- 114. Polzovics Iván: A lateráni szerződés. A szentszék nemzetközi jogi helyzete. 1934.
- 115. Nagysolymosi József: A lengyel irodalom (1935)
- 116. Kalmár Gusztáv: 4 világrész földje és népei. Ázsia, Afrika, Amerika és Ausztrália. (1935)
- 117. Szalay Jeromos: A katolikus gondolat útja az újkori Franciaországban (19-20. században) (1935)
- 118-119. Noszlopi László: Jellemlátás és jellemképzés. 1935.
- 120. Rusznyák Gyula: Faluvédelem. 1935.
- 121-122. Lippay Lajos: A protestantizmus. 1935.
- 123-126. Kühár Flóris: Egyetemes vallástörténet: 
  - 1. kötet: Ősnépek, őstörténelem, kihalt kultúrák Archiválva 2018. december 4-i dátummal a Wayback Machine-ben, .
  - 2. kötet Nyugat és Kelet. Ó- és Újszövetség Archiválva 2018. december 3-i dátummal a Wayback Machine-ben, .
- 127. Kalmár Gusztáv: A népek és fajok harca. (1937)
- 128. Finály István: Vitaminok és hormonok. (1937)